# Wartburg 1.3
Wartburg 1.3 je poslední vyráběný model východoněmecké značky automobilů Wartburg.

## Historie
Po mnoha prototypech se až v tomto modelu podařilo přejít na čtyřdobý motor, když využil benzinový motor z Volkswagenu Polo druhé generace s výkonem 43 kW a točivým momentem 96 Nm. Motor doplnila čtyřstupňová převodovka, ale jinak zůstala koncepce vozu včetně náprav a rámu nezměněna a vycházela z modelu 353W s kořeny z roku 1966. Model se vyráběl v továrně v Eisenachu od 12. října 1988 do 10. dubna 1991, kdy byl vyroben úplně poslední sériový vůz značky Wartburg a továrna od té doby vyráběla už jen vozy značky Opel, která ji na jaře roku 1990 převzala. Po pádu berlínské zdi zastaralá koncepce automobilu nebyla schopná konkurovat západoněmeckým ojetinám, navíc se vůz prodával za cenu, za kterou bylo už předtím možno koupit modernější Škodu Favorit nebo Ladu Samaru. Za celou dobu výroby bylo vyrobeno 152 775 kusů, z nichž většina byla sedan nebo kombi s označením Tourist a pouze nepatrné minimum bylo užitkové verze Trans.

## Galerie

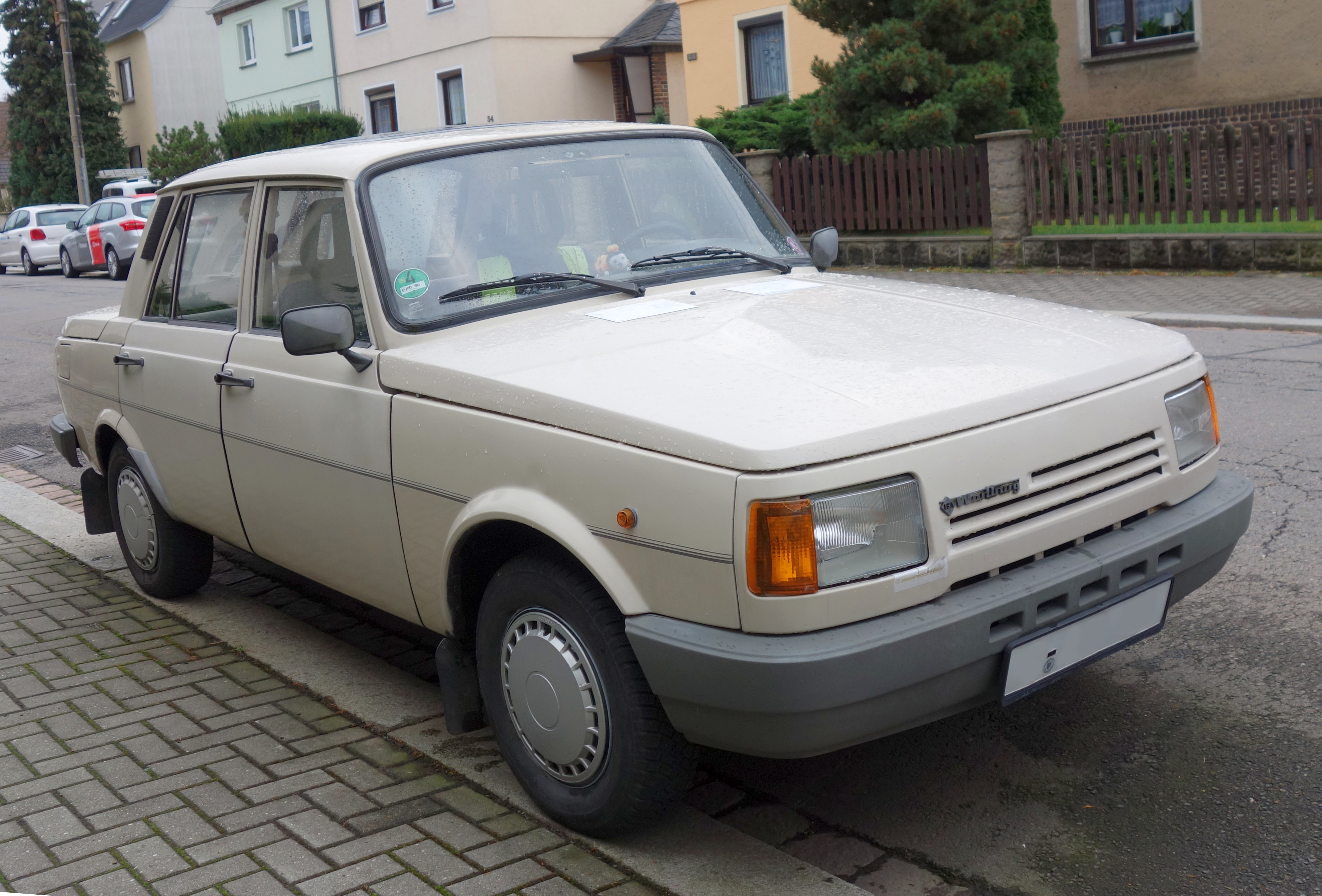
Základní varianta sedan
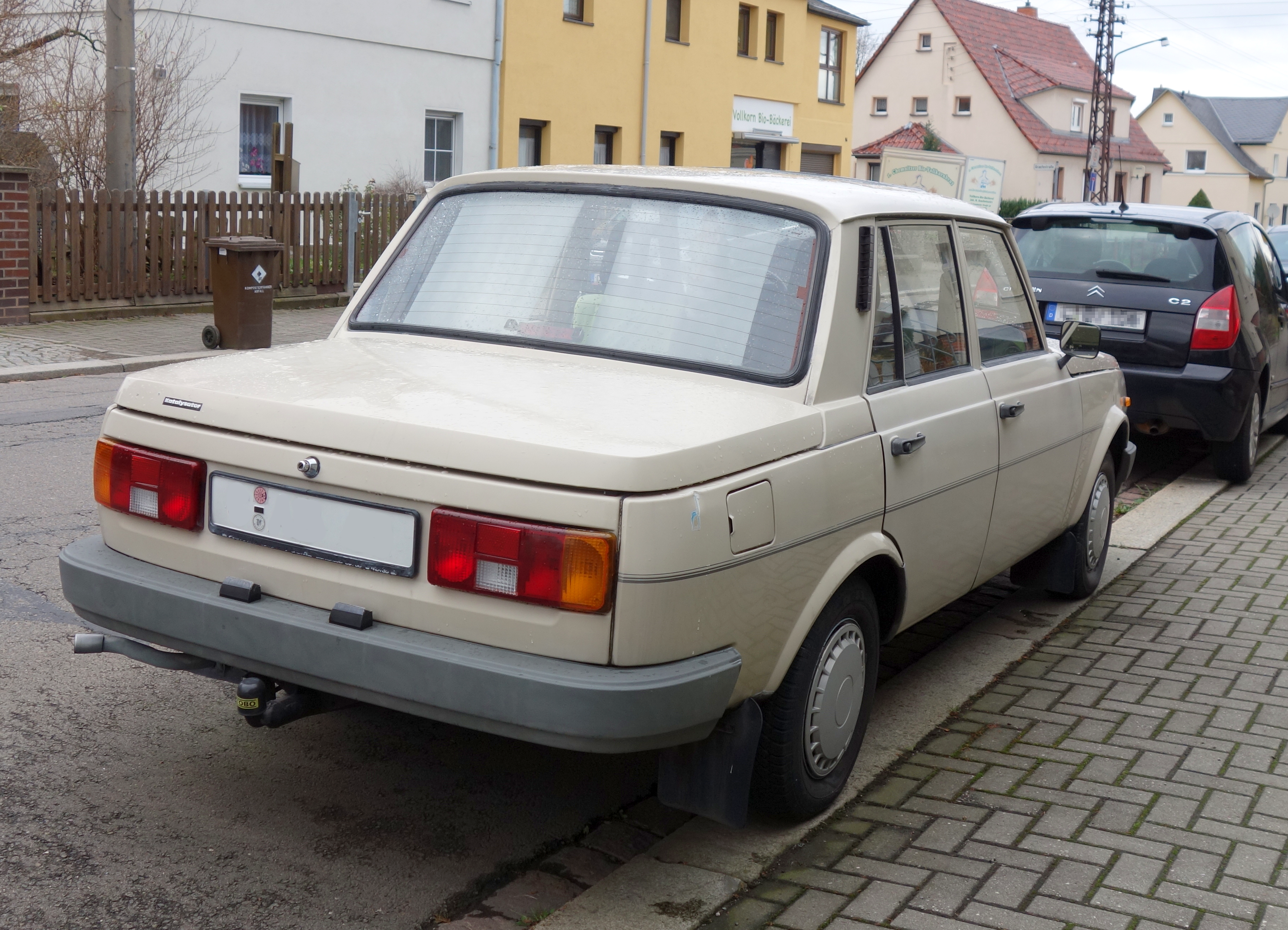
Zadní strana sedanu
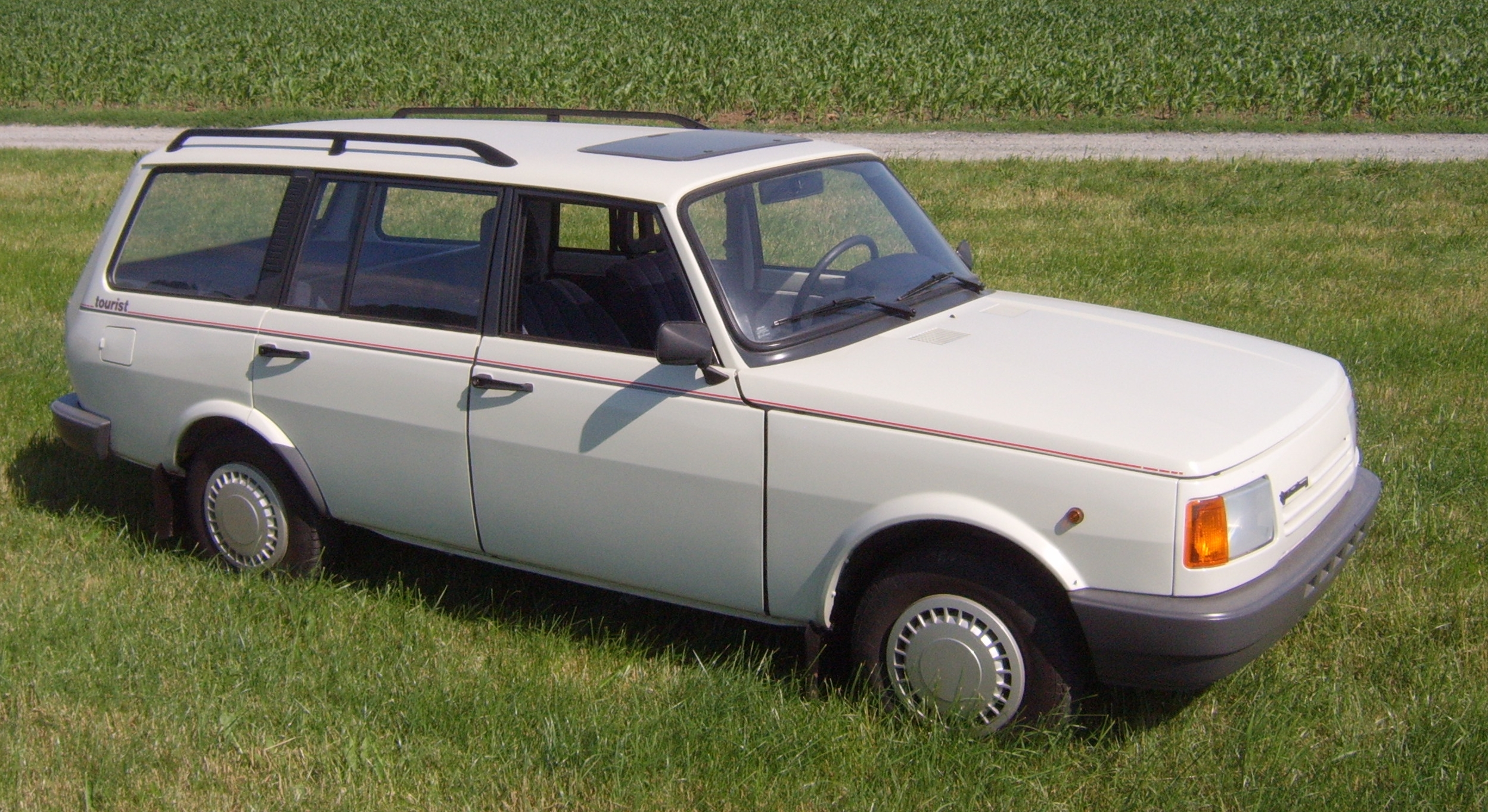
Varianta kombi s označením Tourist
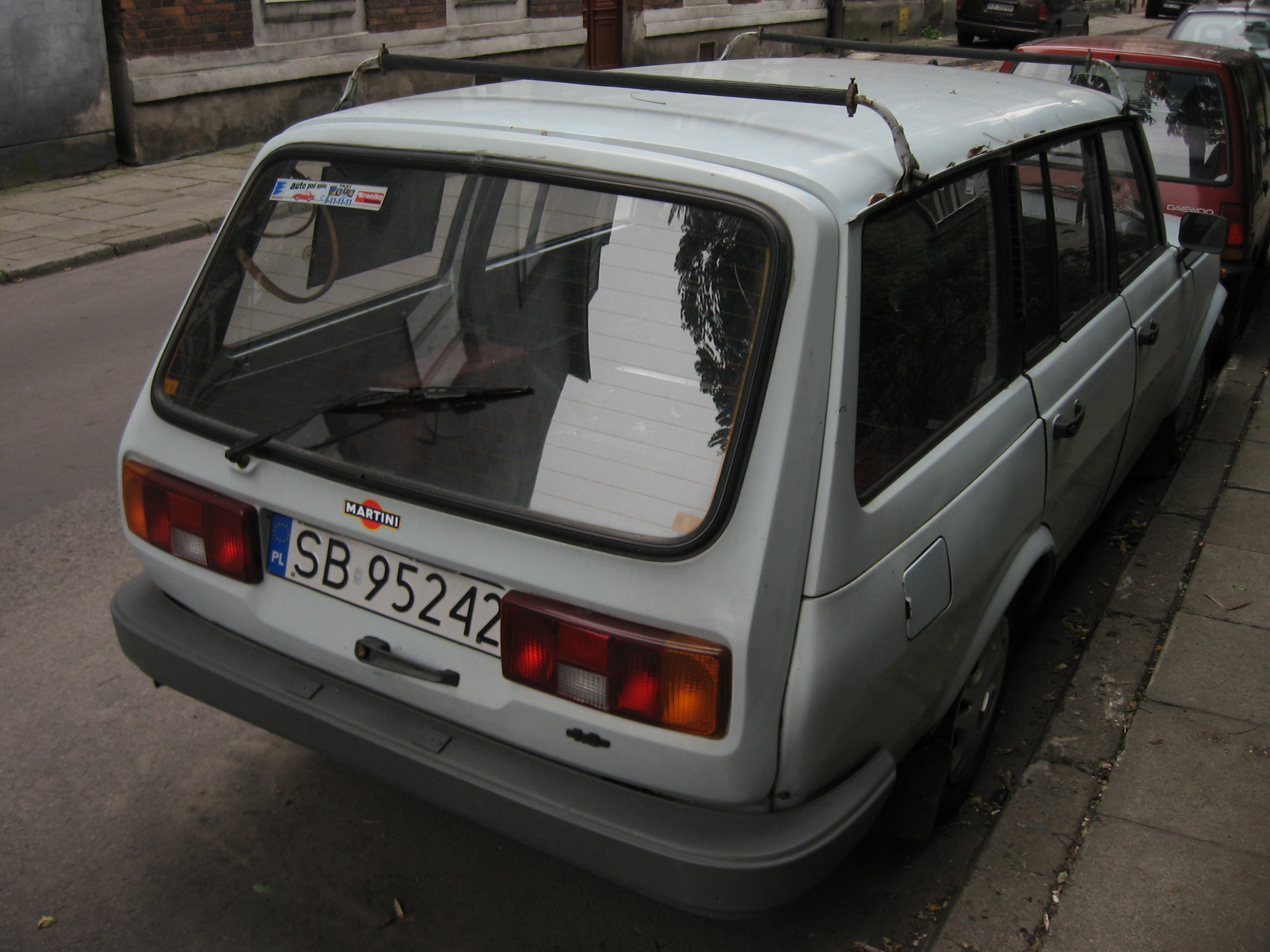
Zadní strana kombi
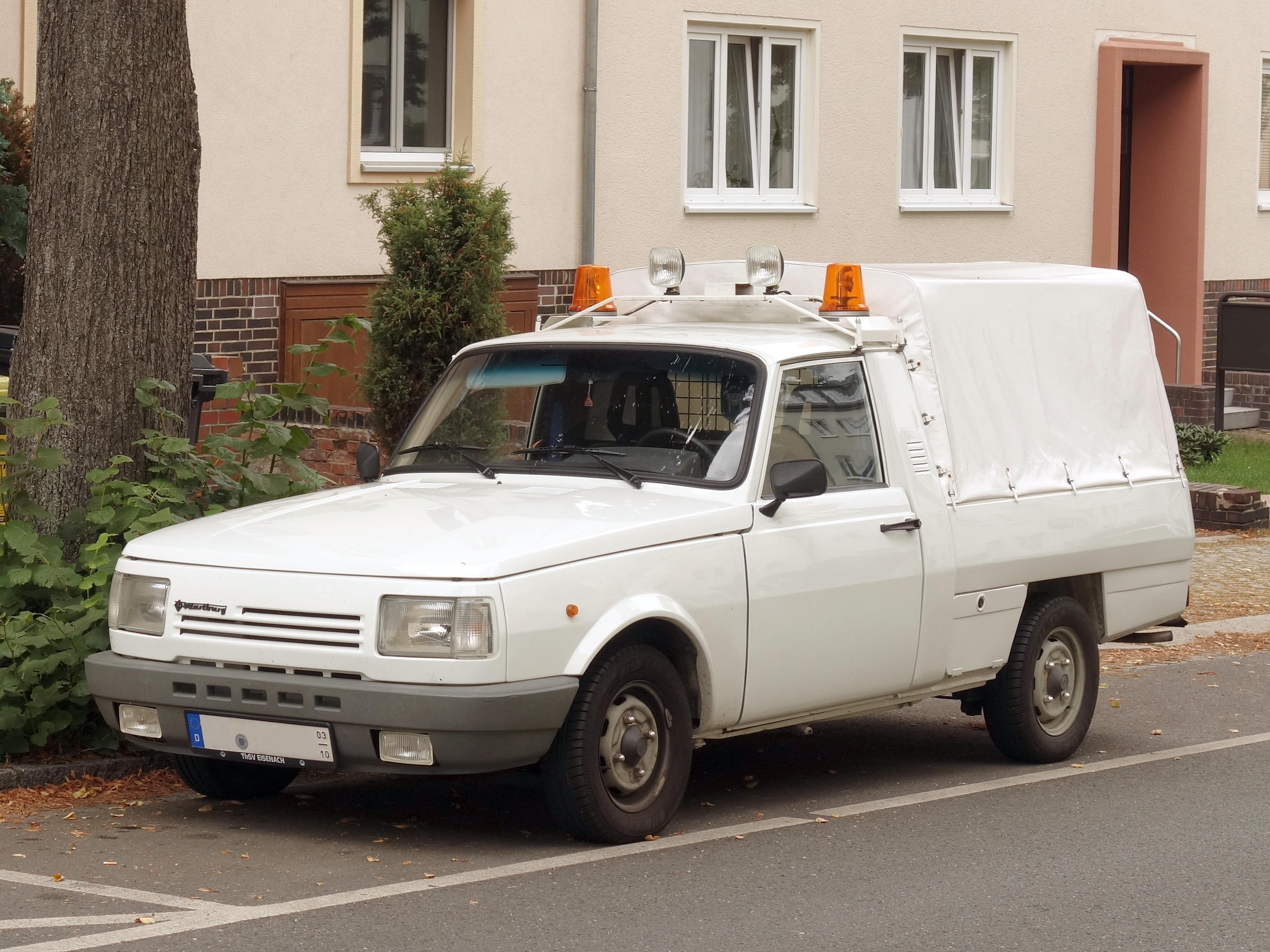
Užitková varianta pick-up s označením Trans
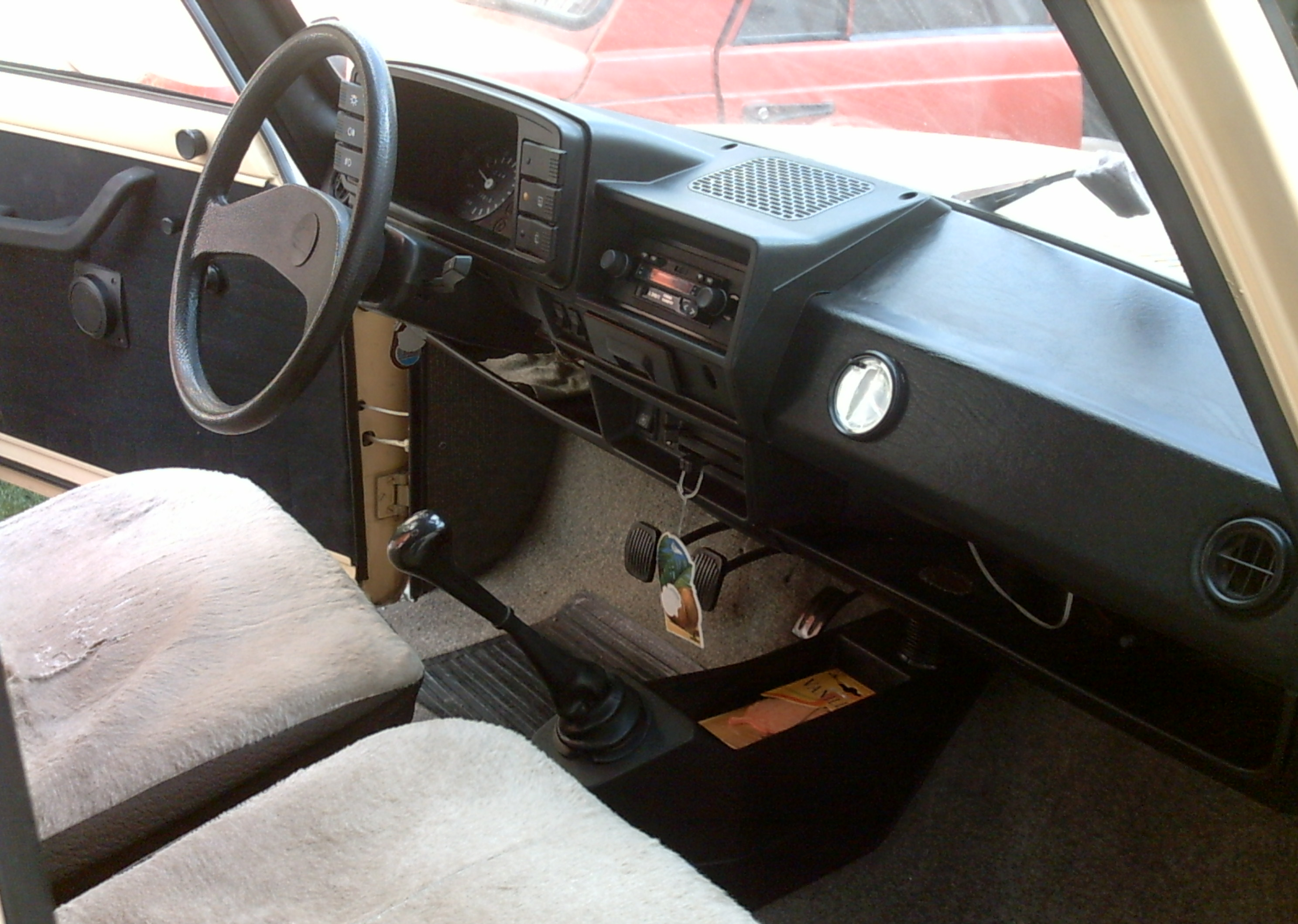
Palubní deska Wartburgu 1.3